# Vitrea
Vitrea é um género de gastrópode da família Zonitidae.
Este género contém as seguintes espécies:
Subgênero Vitrea Fitzinger, 1833
- Vitrea diaphana (Studer, 1820)
- Vitrea transsylvanica (Clessin, 1877)

Subgênero Subrimatus A. J. Wagner, 1907
- Vitrea narbonensis (Clessin, 1877)
- Vitrea subrimata (Reinhardt, 1871)

Subgênero Crystallus R. T. Lowe, 1854
- Vitrea contracta (Westerlund, 1871)
- Vitrea crystallina (O. F. Müller, 1774)

subgenus ?
- Vitrea inae Winter & Ripken, 1991
- Vitrea pseudotrolli (Pinter, 1983)
- Vitrea striata Norris, Paul & Riedel, 1988
- Vitrea vereae Irikov, Georgiev & Riedel, 2004